# Metapioplasta concinnula
Metapioplasta concinnula är en fjärilsart som beskrevs av Walker 1857. Metapioplasta concinnula ingår i släktet Metapioplasta och familjen nattflyn. Inga underarter finns listade i Catalogue of Life.